# Mordellistena badia
Mordellistena badia es una especie de coleóptero de la familia Mordellidae.

## Distribución geográfica
Habita en Kansa (Estados Unidos).